# Talent (mjerna jedinica)
Talent (latinski talentum, od starogrčkog τάλαντον, talanton 'ljestvica, ravnoteža') je povijesna mjera za masu u starih naroda. Iznos je varirao od naroda do naroda varira između 26 – 34 kg. Talent je bio i mjerom vrijednosti ekvivalentnoj istih masa plemenitih kovina.
Talent je približno bio masa vode potrebna za napuniti amforu.
Grčki ili atički talent iznosio je 26 kg, rimski talent bio je 32,3 kg, egipatski talent bio je 27 kg, a babilonski talent bio je 30,3 kg. Stari Izrael te još neke bliskoistočne zemlje prihvatile su babilonski talent te poslije promijenile iznos mase koji je ulazio u tu jedinicu. Novozavjetni teški obični talent iznosio je 58,9 kg. Drugi hebrejski talent bio je mase 34,272 kg, a iz njega su izvedeni mina (0,571 kg), šekel (11,424 g) i polušekel.
Babilonci, Sumerani i Hebreji dijelili su talente na 60 mina, a svaka se dijelila na 60 šekela.